# Савельєва Діана Олегівна
Діана Олегівна Савельєва (нар. 5 червня 2004, Кіровоградська область, Україна)— українська гімнастка. Чемпіонка України, учасниця чемпіонату світу та Європи. Майстер спорту України.

## Біографія
Навчається в обласній спеціалізованій дитячо-юнацькій спортивній школі олімпійського резерву «Надія», Кропивницький.

## Спортивна кар'єра

#### 2022
Дебютувала в дорослій збірній України.

## Результати на турнірах
| Рік                | Змагання                         | КБ | ІБ | Опорний стрибок | Різновисокі бруси | Колода | Вільні вправи |
| ------------------ | -------------------------------- | -- | -- | --------------- | ----------------- | ------ | ------------- |
| Юніорські змагання |                                  |    |    |                 |                   |        |               |
| 2020               | Чемпіонат України. Кропивницький |    | 10 |                 |                   |        | 3             |
| 2021               | Чемпіонат України. Кропивницький | 2  | 4  |                 |                   |        | 1             |
| 2022               | Чемпіонат Європи                 | 12 |    |                 |                   | 94     | 72            |
| 2022               | Чемпіонат світу                  | 23 |    |                 |                   | 127    | 112           |
| 2023               | Чемпіонат України. Кропивницький | 1  | 2  |                 |                   |        | 1             |
| 2023               | Чемпіонат Європи                 | 16 |    |                 |                   | 119    | 76            |